# 야마키 겐지
야마키 겐지(일본어: 八巻建弐, 본명: 일본어: 八巻 健二, 가명: 일본어: 八巻 建志, 1964년 8월 18일 ~ )는
일본 가나가와현 요코하마시 출신의 전직 극진 가라데 선수이자 배우다. 현재는 미국에서 가라데 지도자로 활동하고 있다.
극진회관(極真会館)소속이었지만 2002년에 탈퇴.
신장 187cm. 체중 102kg. 가라데 8단. 야마키 가라데(八巻空手)대표. 제6회 세계 극진 가라데 선수권 대회 우승. 극진 가라데 사상 최초로 그랜드
슬램(100인 쿠미테 완수, 전일본 체중별 선수권 대회 우승, 전일본 무제한급 선수권 대회 우승, 세계 선수권 대회 우승)달성. 특기는 상단 앞차기.